# Варфоломеев, Александр Георгиевич
Александр Георгиевич Варфоломеев (род. 4 июня 1965) — советский журналист и функционер, российский политический и государственный деятель, депутат Народного Хурала Республики Бурятия, сенатор Российской Федерации (с 2013), первый заместитель председателя Комитета Совета Федерации по социальной политике.
Из-за поддержки нарушения территориальной целостности Украины во время российско-украинской войны находится под персональными международными санкциями Евросоюза, США, Великобритании и ряда других стран.

## Биография
В 1987 году окончил отделение журналистики факультета филологии и журналистики Иркутского государственного университета имени А. А. Жданова, работал в газете Мухоршибирского района «Ленинский путь». С 1988 по 1991 год состоял первым секретарём Мухоршибирского районного комитета ВЛКСМ, одновременно — членом бюро Мухоршибирского районного комитета КПСС, в 1991 году стал вторым секретарём Бурятского республиканского комитета Российского союза молодёжи. В 1994 году стал помощником Л. Ч. Нимаевой, избранной прямым голосованием от Бурятии в первый состав Совета Федерации. В том же году Л. В. Потапов избран первым президентом Бурятии, Варфоломеев назначен его помощником (с 1996 года — также помощником Потапова в Совете Федерации). С 1997 по 2013 год возглавлял телерадиокомпанию «Бурятия». С 1998 по 2013 год — депутат Народного хурала Бурятии на непостоянной основе. В 2000 году окончил Восточно-Сибирский государственный университет технологий и управления по специальности «экономист». Заслуженный работник культуры Республики Бурятия.
18 сентября 2013 года избран представителем Народного Хурала Бурятии в Совете Федерации.
19 сентября 2018 года Народный хурал шестого созыва, избранный 9 сентября 2018 года, продлил полномочия Варфоломеева в качестве представителя органа законодательной власти республики в Совете Федерации.

## Награды
- Орден Дружбы (17 августа 2023 года) — за большой вклад в развитие парламентаризма, активную законотворческую деятельность и многолетнюю добросовестную работу[7]
- Медаль ордена «За заслуги перед Отечеством» II степени (2 ноября 2017 года) — за большой вклад в укрепление российской государственности и многолетнюю добросовестную работу[8]